# Міжнародна лінія зміни дат

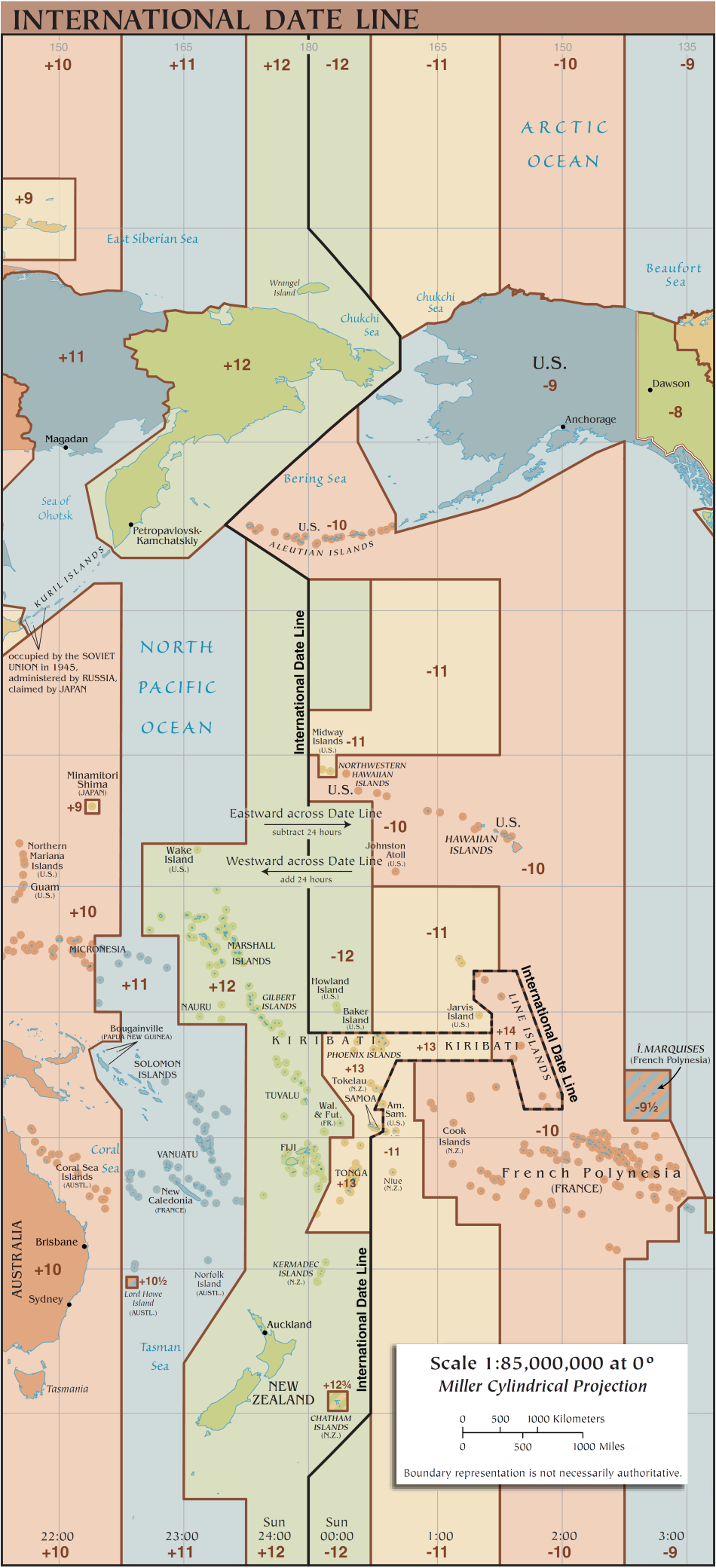
Міжнародна Лінія зміни дат поблизу 180° довготи.

Міжнаро́дна Лі́нія змі́ни дат — умовна лінія на поверхні Землі навпроти Гринвіцького меридіана, при перетині якої дата змінюється на один день вперед або назад. 

## Розташування
Приблизно пролягаючи вздовж 180° довготи, з відхиленнями для проходження повз деякі території та групи островів, вона здебільшого відповідає межі, що розділяє часові пояси UTC+12 та UTC-12. При перетині Міжнародної Лінії зміни дат з заходу на схід, дата змінюється на один день або 24 години назад, а при перетині зі сходу на захід — на один день або 24 години вперед.
Проте, щоденно протягом двох годин (10:00–11:59 за універсальним координованим часом (UTC)) на Землі можна спостерігати три різних дні одночасно. Так, наприклад, у четвер о 10:15 за UTC, місцевий час — середа, 23:15 в Самоа, що є на 11 годин позаду від UTC, та п’ятниця, 00:15 в Кіритіматі (відокремленого від Самоа лінією зміни дат), що є на 14 годин попереду UTC. Протягом першої години (10:00–11:59 за UTC) цей феномен впливає на населені території, у той час як протягом другої години (11:00–11:59 UTC) він впливає лише на ненаселений морський часовий пояс, що є дванадцять годин позаду від UTC.
Перша проблема зі зміною дат виникла в зв’язку з навколосвітньою подорожжю Магеллана (1519–1522). Члени вцілілої команди повернулися до Іспанської стоянки впевнені щодо дня тижня, про що свідчили різні вахтові журнали, які ретельно велися протягом всього плавання. Цей феномен, який тепер можна без зусиль зрозуміти, в той час спричинив велике хвилювання, яке дійшло навіть до такої міри, що спеціальна делегація була відправлена до Папи Римського, щоб розтлумачити йому це часове дивацтво.

## Географія
На невеликому відрізку від усієї довжини, лінія дат збігається з меридіаном 180° довготи. Однак задля уникнення перетинання держав, лінія відхиляється, щоб оминути далекий схід Росії та різні групи островів Тихого океану.
На півночі лінія дат відхиляється на схід та проходить через Берингову протоку, а потім відхиляється на захід, проходячи повз Алеутські острови для того, щоб Аляска (котра є частиною Сполучених Штатів Америки) та Росія, які в тому регіоні розташовані на північ та південь одна від одної, були розташовані на протилежних сторонах лінії, а також, щоб дати цих регіонів були узгоджені з датами на решті території цих країн. Лінія дат проходить на рівній відстані між двома островами Діоміда — острів Крузенштерна (Малий Діомід), що належить США, та острів Ратманова (Великий Діомід), що належить Росії, — на відстані 1,5 кілометри (1 миля) від кожного острову.
Лінія дат обводить територію Кірибаті відхиляючись далеко на схід та майже досягаючи 150-го меридіану.
В південній частині Тихого океану лінія дат пролягає таким чином, що Волліс і Футуна, Фіджі, Тонга та Кермадекські острови Нової Зеландії мають однакову дату, а дата Самоа — відстає на один день.
Міжнародна Лінія зміни дат може заплутати тих, хто мандрує за допомогою авіаліній. Найбільша незручність зазвичай виникає при подорожах на невеликі відстані з заходу на схід. Переліт з Тонги до Самоа, наприклад, займає приблизно дві години, але включає перетин Міжнародної Лінії зміни дат, що призводить до того, що пасажир прибуває за день до того, в який він вилетів. Це зазвичай спричиняє плутанину в розкладах польотів (якщо ці розклади не складено у Універсальному координованому часі).
Якщо хтось облітає навколо земної кулі зі сходу на захід (у тому самому напрямку, що і Магеллан), він має переводити годинник на одну годину назад кожні 15° довготи, втрачаючи 24 години за один повний обліт земної кулі. Але при перетині Міжнародної Лінії зміни дат, 24 години додаються (якщо лінія перетинається зі сходу на захід). Таким чином, Міжнародна Лінія зміни дат має розглядатися сукупно із часовими поясами: загальна корекція часу буде дорівнювати нулю. Якщо хтось перетинає лінію дат точно опівночі, то подорожуючи на захід, він пропускає цілий день; тоді як подорожуючи на схід, він повторює цілий день.

## Згадки в культурі
Ефект ігнорування лінії дат можна побачити в книзі Жуля Верна Навколо світу за вісімдесят днів, у котрій мандрівники на чолі з Філеасом Фоггом повертаються у Лондон після навколосвітньої подорожі, вважаючи, що вони програли парі, яке є центральною передумовою всієї історії. Здійснивши подорож у напрямку протилежному тому, що був обраний Магелланом, вони гадають, що дата у Лондоні на один день пізніше, ніж вона є насправді.
Щоб хтось не звинуватив Фогга в ошуканстві через отримання ним одного додаткового дня, слід пояснити, що це не так. Припускаючи постійну швидкість пересування на схід, кожна доба подорожі була коротшою на 18 хвилин від звичайної 24-годинної доби, що нагромаджуючись призводить до однієї повної доби. Цей факт помилково не був виправлений так, як би його виправили ми, шляхом переведення нашого календаря на один день назад при переході через лінію дат.
Лінія дат також слугує центральним фактором в книзі Умберто Еко Острів попереднього дня, в котрій головний герой опиняється на покинутому кораблі, з якого видно острів, що знаходиться по той бік Міжнародної Лінії зміни дат. Не маючи можливості плавати, головний герой пише нотатки, в яких захоплюється все більш безладними роздумами про фізичний, метафізичний та релігійний сенс лінії дат.

## Фактичні та юридичні лінії дат

Спрощена ілюстрація зв'язку між лінією дати, датою та часом дня (сусідні лінії відрізняються кольором)

Міжнародна Лінія зміни дат, зображена на мапі на цій сторінці та на всіх інших мапах, тепер і завжди була уявним тлумаченням картографів — така лінія є стандартом «де-факто». Ніяка міжнародна організація, ані будь-який договір між країнами не встановили прямолінійні відрізки та шлях їх з’єднання. Всі країни визначають свої стандартні часові пояси в односторонньому порядку. Такі часові пояси діють лише на суші та прилеглих територіальних водах, та їх вплив не поширюється на міжнародні води. Дійсно, під час міжнародної конференції по проблемі меридіану, яка мала місце у 1884 році, було недвозначно відмовлено запропонувати або узгодити будь-які часові пояси, незважаючи на «загальновідомий факт», що таке узгодження мало місце, та було заявлено, що часові пояси виходять за межі сфери впливу конференції. На конференції було прийнято рішення, що універсальний день (з опівночі до півночі за Гринвічем), погодження якого було одним з результатів конференції, «не перешкоджатиме використанню місцевого або стандартного часу, де це є бажаним.»
Морська лінія зміни дат є тлумаченням «де-юре», встановленим міжнародною угодою, та є результатом Англо-французької конференції з Дотримання Часу на морі, яка мала місце у 1917 році. Під час цієї конференції було рекомендовано, щоб усі кораблі, як військові так і цивільні, прийняли щогодинні стандартні часові пояси у відкритому морі. Сполучені Штати Америки, наприклад, прийняли цю рекомендацію для воєнних та торговельних кораблів у 1920 році. Ця лінія дат є гаданою, але її не зображують явно на мапах часових поясів. Вона збігається з 180-им меридіаном, окрім місць, де вона переривається територіальними водами, прилеглими до суші, формуючи таким чином прогалини. Кораблі мають приймати стандартний час країни, якщо вони заходять в її територіальні води, але мають повертатися до міжнародних часових поясів (клини від полюсу-до-полюсу, шириною в 15°), як тільки вони покидають територіальні води. Насправді вони використовують ці часові зони лише для радіозв’язку та т.ін., а внутрішньо (наприклад, для визначення робочих годин або годин прийняття їжі) вони використовують підходящі часові пояси за власним бажанням. 15-градусний клин, час котрого зміщений на дванадцять годин відносно часу за Гринвічем або UT1 (але не універсального координованого часу), розділяється морською лінією зміни дат на два клини шириною 7,5°, які відрізняються від GMT на ±12 годин.

## Історичні зміни
Філіппіни, як частина Віце-королівства Нова Іспанія, протягом довгого часу мала найважливіші зв’язки з Акапулько, що у Мексиці, і через те її часове розташування відповідно визначалося на східному боці лінії дат, попри те, що країна знаходиться у західній частині Тихого океану. Вівторок, 00:01 у Лондоні було понеділок, 17:21 у Акапулько, та понеділок, 08:05 (приблизно) у Манілі. У 1840-х роках торгові інтереси змінилися у бік Китаю, Голландської Ост-Індії (тепер Індонезія) та прилеглих районів, і Філіппіни перейшли на західний бік лінії дат. За понеділком, 30 грудня 1844 року йшла середа, 1 січня 1845 року, таким чином 1844 рік у Філіппінах становив 365 днів (попри те, що цей рік був високосним).
До 1867 року Аляска починала день в Росії, при цьому лінія дат проходила по частково-визначеному кордону між російською Аляскою та британськими колоніями Північної Америки, включно із колонією Британської Колумбії. За день до того, як факт купівлі території Сполученими Штатами Америки вступив в дію, за Юліанським календарем (який використовувався Росією в той час) у Алясці було 6 жовтня 1867 року, що відповідало даті 18 жовтня за Григоріанським календарем. Час у Новоархангельську був би 12:00, в той час як на місці майбутнього Вайтхорсу було 12:02 вівторка, 17 жовтня, а на місці майбутнього Ванкуверу — 12:49 17 жовтня. При передачі влади лінію дат було зміщено (що зсунуло дату Аляски на день назад) та календар було змінено (що здвинуло дату Аляски на 12 днів вперед), і, оскільки передача влади набула чинності опівночі, дата додатково змінилася на один день вперед, таким чином загальна зміна дати становила 12 днів. За п’ятницею, 6 жовтня слідувала п’ятниця, 18 жовтня — не субота, 7 жовтня.
Самоа змінили своє розташування відносно лінії дат у 1892 році — вісім років потому як відбулася міжнародна конференція, котра призвела до появи лінії дат «де-факто». Американські торговці умовили короля прийняти американську дату та бути на три години позаду від Каліфорнії, заміняючи таким чином попередню азійську дату, яка була на чотири години попереду Японії. Зміна відбулася наприкінці дня у понеділок, 4 липня 1892 року, таким чином у Самоа в 1892 році було 367 днів (цей рік — високосний), включно із двома появами дати «4 липня».
У 2011 році Самоа планує повернутися на західний бік лінії зміни дат у зв'язку з переорієнтацією економіки на Австралію та Нову Зеландію. Перехід планується провести 29 грудня. Таким чином, 2011 рік на Самоа триватиме 364 дні
Центрально-тихоокеанська республіка Кірибаті запровадила зміну дати у своїй східній частині 1 січня 1995 року. Зміна відбулася з часових поясів −11 та −10 на +13 та +14 відповідно. Перед цим країна була поділена лінією дат. Зміна часових поясів означала, що лінію дат було переміщено на схід, щоб оминути цю країну. Як британська колонія Кірибаті була розташована на Гільбертових островах, якраз на захід від старої лінії дат. З набуттям незалежності у 1979 році, нова республіка додала до своїх територій острови Фенікса та Лайн, що відійшли їй від Сполучених Штатів Америки, і країна опинилася в проблематичному становищі з територіями, які простягаються на великі відстані від лінії дат з обох її боків. Урядові відомства, розташовані з протилежних боків лінії дат, могли спілкуватися за допомогою радіо або телефону лише чотири дні на тиждень, коли по обидва боки від лінії дат були робочі дні. Наслідком такого перегляду лінії дат стало те, що Кірибаті, завдяки своєму східнішому володінню — незаселеному атолу Керолайн, що знаходиться на 150°25′ західної довготи — зустріла 2000 рік на своїй території раніше будь-якої іншої країни на Землі — особливість, яка потенційно могла привернути увагу туристів, і з чого уряд країни планував мати вигоду.